# Мусаинов, Шаймерден
Шаймерден Мусаинов, другой вариант имени — Шаймердин (1897—1978) — старший чабан колхоза «Путь Ленина» Новочеркасского района Акмолинской области, Казахская ССР. Герой Социалистического Труда (1948).

## Биография
Участник Великой Отечественной войны.
Трудился чабаном, старшим чабаном в колхозе «Путь Ленина» Новочеркасского района.
В сложных зимних условиях 1947—1948 гг. сохранил поголовье отары и получил высокий приплод ягнят. Указом Президиума Верховного Совета СССР от 23 июля 1948 года за получение высокой продуктивности животноводства в 1947 году при выполнении колхозом обязательных поставок сельскохозяйственных продуктов и плана развития животноводства удостоен звания Героя Социалистического Труда с вручением ордена Ленина и золотой медали «Серп и Молот».
С 1968 года — персональный пенсионер союзного значения. Проживал в селе Новочеркасское.
Скончался 7 января 1978 года. Похоронен на мусульманском кладбище села Новочеркасское.